# Baoulé (Bani)
Ne doit pas être confondu avec le Baoulé (affluent du Bakoye).
Pour les articles homonymes, voir Baoulé.
Le Baoulé est une rivière d'Afrique de l'Ouest qui traverse la Côte d'Ivoire et le Mali. C'est un affluent constitutif du Bani en rive gauche, donc un sous-affluent du Niger.

## Géographie
Il naît au sud de Tiémé, dans le Nord-Ouest de la Côte d'Ivoire.